# Willi Marzahn
Willi Marzahn (ur. 3 czerwca 1944 w Jüterbog; zm. 19 marca 1966 w Berlinie) – żołnierz NVA zastrzelony podczas próby ucieczki do Berlina Zachodniego i zaliczany tym samym do ofiar śmiertelnych Muru Berlińskiego.  

## Życiorys
Po wyuczeniu zawodu ślusarza lokomotywowego Willi Marzahn zamieszkał z żoną i dzieckiem w Schwedt, gdzie zatrudniony był również w zakładach przetwórstwa oleju. W 1964 r. zobowiązał się dobrowolnie do trzyletniej służby wojskowej w szeregach NVA. Wbrew oczekiwaniom nie zezwolono mu na jej odbywanie w pobliżu miejsca zamieszkania, lecz przydzielono do jednostki w leżącym nieopodal Berlina Stahnsdorf. Z obawy przed wniesieniem przez żonę pozwu rozwodowego, złożył kilkakrotnie podania o przeniesienie jak i o wycofanie zobowiązania pełnienia służby. Wszystkie podania zostały odrzucone przez dowództwo, ostatecznie Marzahn sam złożył wniosek o rozwód z żoną bez podawania powodu decyzji.  

## Ucieczka
Wraz z innym żołnierzem z oddziału Marzahn zaplanował ucieczkę na Zachód, postanawiając ów zamiar urzeczywistnić 18 marca 1966 r. W czasie wolnym od służby obaj odwiedzili najpierw jeden z lokali w Poczdamie, po czym ostatecznie wrócili do koszar. Na ich terenie Marzahn zdołał dostać się do magazynu broni, skąd podał przez okno swojemu współtowarzyszowi dwa karabinki  AK-47 oraz trzy pistolety typu Makarow z amunicją. Uzbrojeni udali się następnie pieszo w kierunku granicy w pobliżu Kohlhasenbrück.
Około godziny 6.00 znaleźli się przy umocnieniach, pokonując następnie płot sygnałowy i zabijając dwa psy wartownicze. Przy próbie pokonywania kolejnej z przeszkód odpalili jednak racę alarmową, przez co zwrócili na siebie uwagę wartowników pełniących służbę na stojących w odległości 250 i 500 metrów wieżyczkach obserwacyjnych. W przebiegu wywiązującej się na skutek tego strzelaniny pomiędzy uciekinierami i strażnikami Marzahn trafiony został w głowę, podczas gdy jego współtowarzysz zdołał pokonać zaporę pancerną i dostać się przez ostatni z płotów na teren Berlina Zachodniego. Ranny Willi Marzahn zabrany został do pobliskiego lazaretu, gdzie około godziny 8.00 zmarł. 
Ustalenie jednoznacznej przyczyny śmierci oraz sprawcy przysporzyło trudności zarówno organom bezpieki, jak i badającej sprawę po 1990 r. prokuraturze generalnej. W wyniku podwójnej obdukcji orzeczono bowiem dwa wyniki: w pierwszej kolejności oddano strzał karabinowy z dalekiej odległości, następnie zaś z bliższej jeden pistoletowy. Kolejną wersją sugerowaną przez bezpiekę było samobójstwo.

## Literatura
Hans-Hermann Hertle, Maria Nooke: Die Todesopfer an der Berliner Mauer 1961 - 1989 : ein biographisches Handbuch / hrsg. vom Zentrum für Zeithistorische Forschung Potsdam und der Stiftung Berliner Mauer. Links, Berlin 2009, ISBN 978-3-86153-517-1.